# بیلی کامپتون
بیلی کامپتون (انگلیسی: Billy Compton؛ 5 April 1896 – ۱۹۷۶ (۷۹−۸۰ سال)) بازیکن فوتبال بود.